# Amphiodia akosmos
Amphiodia akosmos is een slangster uit de familie Amphiuridae.
De wetenschappelijke naam van de soort werd in 2001 gepubliceerd door Hendler & Bundrick.